# 예산역
예산역(Yesan station, 禮山驛)은 대한민국 충청남도 예산군 예산읍에 위치한 장항선의 철도역이다. 모든 여객 열차가 정차한다. 매표소에서 한국철도 100주년 기념 스탬프를 날인할 수 있다.

## 역사
- 1922년 6월 15일 : 보통역으로 영업 개시[1]
- 1964년 8월 8일 : 역사 신축 착공
- 1964년 12월 21일 : 역사 신축 준공
- 1968년 9월 21일 : 역사 개량 착공
- 1968년 12월 30일 : 역사 개량 준공
- 1998년 12월 1일 : 장항선 전구간 비둘기호 운행중단
- 2004년 4월 1일 : 장항선 통일호 운행중단
- 2006년 5월 1일 : 소화물취급 중지
- 2006년 11월 15일 : 화물취급 중지[2]
- 2008년 11월 27일 : 구 역사 자리에 역사 신축
- 2015년 2월 5일 : 서해금빛열차(WEST GOLD TRAIN) 운행 개시
- 2024년 11월 2일 : ITX-마음 운행 개시

## 역 구조
승강장은 2면 4선의 쌍섬식 승강장으로 이루어져 있다.

### 승강장
| ↑ 신례원           |
| \| ４３ \| ２１ \| |
| 삽교 ↓             |

| 1 | 장항선 | 새마을호·ITX-마음·무궁화호·서해금빛열차 | 사용하지 않음       |
| 2 | 장항선 | 새마을호·ITX-마음·무궁화호·서해금빛열차 | 대천·장항·익산 방면 |
| 3 | 장항선 | 새마을호·ITX-마음·무궁화호·서해금빛열차 | 천안·수원·용산 방면 |
| 4 | 장항선 | 새마을호·ITX-마음·무궁화호·서해금빛열차 | 사용하지 않음       |

## 역 주변
- 예산종합버스터미널
- 예산삼성병원
- 예산여자고등학교
- 중앙초등학교
- 금오초등학교
- 충청남도교육청 예산교육지원청
- 도로교통공단 예산운전면허시험장

## 인접한 역
현재 이 역을 운행중인 열차는 모두 용산역을 기점으로 운행되고 있다.
| 장항선             | 장항선          | 장항선               |
| ------------------ | --------------- | -------------------- |
| 신례원 용산 방면   | 새마을호 장항선 | 삽교 익산 방면       |
| 신례원 용산 방면   | ITX-마음 장항선 | 홍성 방면            |
| 삽교 내선순환 방면 | ITX-마음 평택선 | 신례원 외선순환 방면 |
| 신례원 용산 방면   | 무궁화호 장항선 | 삽교 익산 방면       |
| 온양온천 용산 방면 | 서해금빛열차    | 홍성 익산 방면       |